# (15789) 1993 SC
(15789) 1993 SC é um objeto transnetuniano que está localizado no Cinturão de Kuiper, uma região do Sistema Solar. Este objeto é classificado como um plutino, pois, o mesmo está em uma ressonância orbital de 2:3 com o planeta Netuno. Ele possui uma magnitude absoluta de 8,5 e tem um diâmetro com cerca de 328 km ou 375 km. O astrônomo Mike Brown lista este corpo celeste em sua página na internet como um candidato a possível planeta anão.

## Descoberta
(15789) 1993 SC foi descoberto no dia 17 de setembro de 1993 pelos astrônomos Iwan P. Williams, Alan Fitzsimmons e Donal O'Ceallaigh, através do Observatório La Palma com o Telescópio Isaac Newton.

## Órbita
A órbita de (15789) 1993 SC tem uma excentricidade de 0,184, possui um semieixo maior de 39,451 UA e um período orbital de 250,97 anos. O seu periélio leva o mesmo a uma distância de 32,204 UA em relação ao Sol e seu afélio a 46,697 UA.